# Hans Maierhofer
Johann Georg Maierhofer (* 1959 in der Oberpfalz) ist ein deutscher Autor und Kalligraf.

## Leben
Johann Maierhofer arbeitete zunächst als Verwaltungsfachwirt und im Anschluss an ein Studium der Sozialarbeit als Diplom-Sozialpädagoge. Nach Studienjahren bei Werner Eikel und dem Besuch von Seminaren am Institut für Kunsterziehung der Universität Regensburg gründete er in Regensburg sein eigenes Atelier. Seither entstanden zahlreiche Auftragsarbeiten, wie die kalligrafische Gestaltung eines Meditationslabyrinthes in Schloss Spindlhof, die Fassadengestaltung des Künstlerhauses in Kallmünz und die Anfertigung der Ehrenbürgerurkunde der Stadt Regensburg für Papst Benedikt XVI.
In den 1990er Jahren veröffentlichte Johann Maierhofer Kurzgeschichten in verschiedenen Zeitungen.

## Ausstellungen
| 2016 Kalligrafie und Spiritualität - Schloss Spindlhof ab 28. Oktober 2016 2016 Regensburg meets Neunburg - Seminarium Murnthal ab 23. September 2016 2016 Pilsen Galerie Haus Europa ab 5. April 2016 2015 Kunsthaus Sankt Märgen 2015 Moskau My Homeland 2014 Kunst- und Kulturwochen Wackersdorf 2014 Litauen 17. Juli – 18. August: Exhibition in honour to Kristijonas Donolaitis 2014 PraSyMed Regensburg 2012 Contemporary museum of calligraphy, Moskau 2012 6th International Book Triennale Vilnius 2011 Kalligrafie - Rathausgalerie Neunburg vorm Wald 2011 Heimito von Doderer - staatliche Bibliothek Regensburg 2011 Belgrad 2010 Zeichen der Achtsamkeit - Galerie ars alta in St. Märgen 2010 Begegnungen - Einzelausstellung in Regensburg 2010 III. Internationale Kalligrafieausstellung Velikiy Novgorod 2010 drei in einem - 100 Kalligrafien - Kalligrafie bayernweit : 1München und 2Regensburg 2009 II. Internationale Kalligrafieausstellung Moskau, Sokolniki Culture & Exhibition Centre 2008 Eustachius Kugler - Wanderausstellung zur Seligsprechung 2008 Callifest Mumbai, Indien - Ausstellungsbeteiligung 2008 Akademie der Bildenden Künste St. Petersburg - Internationale Kalligrafieausstellung 2008 Kalligrafie - Ausstellung am Zentrum für Hochschuldidaktik Uni Regensburg 2007 Aus Formen werden Buchstaben - Einzelausstellung Schriftmuseum Linz 2006 Worte des Herzens - Einzelausstellung an der Akademie Schwerte 2005 Worte des Herzens - Einzelausstellung der Kulturverwaltung Oberpfalz 2004 „Es gibt kein ‚b'“ Kloster in Schwarzhofen 2004 „Licht-Liebe-Leben“ Stadt Landshut (Katalog vorhanden) 2004 „Mit Brief und Siegel“ Gemeinschaftsausstellung der Stadt Landshut 2003 „niemals rot“ Einzelausstellung bei der Stadt Regensburg 2003 „Phantasie“ Einzelausstellung im Kunstforum Regensburg 2002 "Zeichen setzen" Einzelausstellung in Regensburg 2001 "Heimito von Doderer" kleine Galerie in Landshut 2000 "Schriftkunst in Regensburg" Einzelausstellung in Regensburg 1999 "Kalligrafie im Schloss" Museum in Neunburg vorm Wald 1998 "Kalligrafien" Volkskundemuseum Burglengenfeld 1997 "Kunst vor Ort" Volkskundemuseum Burglengenfeld 1997 "Worte wie Bilder" Einzelausstellung an der Universität Regensburg |

## Bücher
- Kalligrafie. Die Kunst des schönen Schreibens.
- Kalligrafie. 7-Tage-Einsteigerprogramm.
- Kalligrafie. Aus Formen werden Buchstaben.
- Der kleine Prinz und der Mond, Karl-Rauch-Verlag, Düsseldorf 2015
- Sonnengeschichten, Zwiebook-Verlag, Dresden 2016